# Eric Griffin (baloncestista)
Eric Londery Griffin (Orlando, Florida, 26 de mayo de 1990) es un jugador de baloncesto estadounidense que forma parte de la plantilla del Paisas BBC de la BCLA. Con 2,03 metros de estatura juega en la posición de alero.

## Trayectoria deportiva

### Instituto
Griffin asistió al instituto Maynard Evans High School en Orlando, Florida antes de transferirse al instituto Boone High School para su último año, después de ser cortado varias veces desde el equipo de baloncesto del instituto Evans. En el instituto Boone, conoció al entrenador y exjugador de LSU, Willie Anderson, quien reconoció el atletismo monstruoso de Griffin y el hambre implacable a la grandeza. Anderson fue el primero en darle una oportunidad a Griffin, de la cual no se defraudó.

### Universidad
Griffin jugó su primera temporada con la universidad comunitaria Hiwassee Community College en Tennessee, donde promedió 16 puntos, seis rebotes y dos tapones por partido en 2008-09. Pero cuando perdió su acreditación en 2009, se vio obligado a trasladarse. Griffin se transfirió a la Garden City Community College en Kansas, y en 2009-10, jugó 32 partidos, promediando 8,1 puntos, 6,5 rebotes y 1,6 tapones por partido.
En 2010, se trasladó a la Universidad de Campbell. En su tercera temporada como júnior, anotó dobles dígitos 20 veces y estableció un récord de temporada de la universidad en la era de la División I (desde 1977-78) con 61 tapones. En 29 partidos (22 como titular), promedió 13,2 puntos, 6,9 rebotes, 1,0 asistencias, 1,7 robos y 2,1 tapones en 28,1 minutos por partido.
En su última temporada como sénior, fue nombrado en el mejor quinteto de la Big South Conference de 2012. En su carrera de dos años en Campbell, terminó con el mejor porcentaje de tiros de campo en una carrera de la universidad (55,9%) y ocupando el tercer lugar en la lista de tapones de todos los tiempos de la universidad con 134 rechazos. En 31 partidos, promedió 15,7 puntos, 8,6 rebotes, 1,5 asistencias y 2,4 tapones en 30,3 minutos por partido.

### Profesional
Después de no ser elegido en el Draft de la NBA de 2012, Griffin se unió a Los Angeles Lakers para disputar la NBA Summer League de 2012. El 27 de julio de 2012, firmó con el Fileni BPA Jesi de Italia para la temporada 2012-13. En 28 partidos con el Fileni, promedió 17,5 puntos, 7,1 rebotes, 1,2 asistencias, 1,8 robos y 1,2 tapones en 32 minutos por partido.
En julio de 2013, Griffin se unió a los Miami Heat para disputar la NBA Summer League de 2013. El 10 de septiembre de 2013, firmó con los Heat. Sin embargo, el 26 de octubre, fue cortado.
En diciembre de 2013, firmó con los Leones de Ponce de Puerto Rico para el torneo de la Liga de las Américas de 2014. En febrero de 2014, firmó con los Guaros de Lara de Venezuela para el resto de la temporada 2014 de la LPBV. En marzo de 2014, dejó a los Guaros de Lara después de solo 6 partidos.
En mayo de 2014, Griffin firmó un contrato con los Indios de San Francisco de Macorís por el resto de la Liga Nacional de Baloncesto de la República Dominicana 2014. Apareció en 17 partidos promediando 13.1 puntos, 4.3 rebotes, 1.1 asistencias y 1.3 tapones por partido. Griffin fue uno de los más destacados del equipo, ya que terminó segundo en el equipo en puntos por juego y finalizó en cuarto en la liga en tapones por partido.
En julio de 2014, se unió a los Dallas Mavericks para disputar la NBA Summer League 2014. El 18 de julio de 2014, firmó con los Mavericks, pero fue descartado el 21 de octubre, a pocos días del comienzo de la temporada 2014-15 de la NBA.
[actualizar]
En verano de 2020, firma con el Hapoel Be'er Sheva B.C. de la Ligat Winner, para disputar la temporada 2020-21.
El 24 de agosto de 2021, firma por el AEK de la A1 Ethniki.
En la temporada 2022-23, regresa al Hapoel Eilat B.C. de la Ligat ha'Al israelí.
Para mediados de 2023, llega al Peñarol de Uruguay para disputar la Liga Sudamericana de Clubes.
Regresó al BSN de Puerto Rico en junio de 2024, contratado esta vez por los Piratas de Quebradillas.
[actualizar]
En enero de 2025 se une a los Paisas BBC de la Liga de Campeones de Baloncesto de las Américas.